# Euseius tiliacolus
Euseius tiliacolus är en spindeldjursart som först beskrevs av Oudemans 1929.  Euseius tiliacolus ingår i släktet Euseius och familjen Phytoseiidae. Inga underarter finns listade i Catalogue of Life.